# Федотята 1
Федотя́та 1 (рос. Федотята 1) — присілок у складі Афанасьєвського району Кіровської області, Росія. Входить до складу Гордінського сільського поселення.
Населення становить 13 осіб (2010, 22 у 2002).
Національний склад станом на 2002 рік — росіяни 95 %.